# Levoberéjnoie
Levoberéjnoie (en rus: Левобережное) és un poble de la república de Txetxènia, a Rússia, segons el cens del 2010 tenia 2.353 habitants.